# Citeureup (Citeureup)
Citeureup is een bestuurslaag in het regentschap Bogor van de provincie West-Java, Indonesië. Citeureup telt 18.390 inwoners (volkstelling 2010).